# Клод Ламорал II де Лин
Клод Ламорал II де Лин (на френски: Claude Lamoral II de Ligne; * 7 август 1685, дворец Бельой, Белгия; † 7 април 1766, Монс, Валония, Белгия) е 6. княз на Лин (1702/1710 – 1766), принц на Амблис (1702 – 1766) и Епиной (1708 – 1713), имперски генерал-фелдмаршал, соверен на Фагнолес, гранд на Испания.

## Живот
Той е вторият син на княз Хенри Луис Ернест фон Лин (1644 – 1702), принц на Амблисе и Епиной, и първата му съпруга Жуана Моника де Арагон и Бенавидес де Кордона и де Кордоба (1663 – 1691). Баща му се жени втори път на 6 април 1700 г. за Клара де Хохт. По-големият му брат Антон Йозеф († 1707) умира и така той наследява имотите и титлата. Другият му брат Фердинанд († 1757) става императорски генерал-фелдмаршал.
Клод Ламорал II участва с баща си във Войната за испанското наследство на страната на австрийците. Във Виена той е много ценен от император Карл VI и на 27 май 1717 г. се издига на генерал-вахтмайстер. На 23 ноември 1721 г. той става рицар на австрийския Орден на Златното руно. Освен това той става член на държавния съвет в Брюксел. На 23 октомври 1733 г. е издигнат на фелдмаршал-лейтенант.
През 1740 г. избухва Войната за австрийското наследство. През 1742 г. князът е като заместник командир на войската в Брабант, и на 7 януари 1744 г. става фелдцойгмайстер. През зимата на 1746 г. той е по време на саксонската обсада в Брюксел и попада в плен. След войната той става на 21 октомври 1751 г. фелдмаршал.
Той умира на 80 години в Монс, Валония, Белгия на 7 април 1766 г. и е погребан в Бельой.

## Фамилия
Клод Ламорал II де Лин се жени на 18 март 1721 г. в Анхолт за Елизабет Александрина Фелицита Шарлота Готфрида фон Залм (* 21 юли 1704, Анхолт; † 27 декември 1739, Брюксел), наследничка на Гелеен и Амстенраде, дъщеря на княз Лудвиг Ото фон Залм (1674 – 1738) и принцеса Албертина Йохана фон Насау-Хадамар (1679 – 1716). Те имат децата:
- Хенри Ернест (1721 – 1722)
- Луиза Мария Елизабет Кристина (* 17 февруари 1728, Брюксел; † 26 януари 1784, Монс), канонистка в манастир Ремиремон (1748)
- Мария Йозефа (* 23 май 1730; † 2 януари 1783, Монс), канонистка в манастир Есен
- Карл Йозеф (* 23 маи 1735, Брюксел; † 13 декември 1814, Виена), 7. княз на Лине, имперски фелдмаршал, посланик в Русия и писател, женен на 6 август 1755 г. във Фелдсберг за принцеса Франциска Ксаверия Мария фон Лихтенщайн (* 27 ноември 1739, Виена; † 17 май 1821, Виена)